# Oligolepis
Oligolepis es un género de peces de la familia Gobiidae y de la orden de los Perciformes.

## Especies
Se reconocen seis especies incluidas en el género:
- Oligolepis acutipennis (Valenciennes, 1837)
- Oligolepis cylindriceps (Hora, 1923)
- Oligolepis dasi (Talwar, Chatterjee & Dev Roy, 1982)
- Oligolepis formosanus (Nichols, 1958)
- Oligolepis jaarmani (M. C. W. Weber, 1913)
- Oligolepis stomias (H. M. Smith, 1941)